# Francesco da Caldarola
Francesco Piani, noto come beato Francesco da Caldarola (Caldarola, 1424 circa – Camporotondo di Fiastrone, 1507), è stato un presbitero e francescano italiano.
È venerato come beato dalla Chiesa cattolica e viene ricordato il 6 settembre.

## Biografia
Del beato Francesco da Caldarola esistono pochi e labili documenti che attestino le tappe della sua vita e il fatto che il suo nome sia ancora molto venerato si deve soprattutto al fervente culto che la popolazione di Caldarola gli ha tributato fin dal momento della sua morte in memoria della sua infaticabile attività.
Con certezza non si conosce il nome al secolo, in quanto Francesco potrebbe essere quello assunto prendendo i voti. Il cognome Piani, tuttora presente a Caldarola, dovrebbe avere origini legate, secondo la tradizione, al luogo dove si trovava la sua casa natale e cioè nella zona di Caldarola chiamata Pian de' Bussi. Ad ogni modo il nome con il quale fu conosciuto nell'ordine dei Frati Minori testimonia in modo certo il fatto che nacque a Caldarola e poiché all'epoca unico fonte battesimale era nel Castello di Pievefavera, lì venne battezzato.
Francesco Piani nel convento di Colfano (Camporotondo di Fiastrone), conseguì l'ordinazione sacerdotale, probabilmente, nel 1449, dopo aver condotto gli studi umanistici e di diritto richiesti dall'Ordine. Fondamentale dovette essere lo studio della retorica vista la sua successiva attività di predicatore. Gli argomenti più comuni nella predicazione francescana erano contro la bestemmia, il gioco, la truffa, la frode e le speculazioni che quasi sempre erano l'anticamera dell'usura. All'epoca rari erano i prestatori cristiani mentre grande fama avevano gli ebrei, noti per essere particolarmente esosi. L'intensa predicazione degli Osservanti contro l'usura vide un riscontro concreto nell'istituzione di molti Monti di Pietà i quali offrirono prestito senza interesse ovvero “prestare col pigno senza usura”.
Intorno alla metà del Quattrocento, vicino alla porta, sulle mura di Caldarola, situata a valle dell'abitato, per voto fatto alla Madonna da Gentile Barlese, fu edificata la Chiesiola sotto il titolo di Santa Maria della Misericordia e tale edificio divenne il cuore dell'attività del beato Francesco. Egli, infatti, fu qui che nel 1483, istituì la confraternita della Misericordia (dal nome della chiesa), con l'obbiettivo di elevare gli animi mediante pie pratiche di devozione, penitenza e con l'esercizio della carità. In seguito, il Comune affidò a questa confraternita anche la gestione dell'ospedale dell'Annunziata facendo sorgere così un'importante istituzione per la quale il Beato Francesco ne 1495 dettò un articolatissimo statuto detto Codicillo. Quindi la Confraternita della Misericordia di Caldarola, detta oggi Confraternita della Madonna del Monte, era in origine una compagnia di Disciplinati.
Nel 1491 frate Francesco commissionò al valente pittore sanseverinate Lorenzo d'Alessandro un dipinto che ufficializzasse l'istituzione del Monte di Pietà e che da allora fu molto venerato dalla popolazione caldarolase: la tavola della Madonna del Monte.

## Culto
Alla sua morte il corpo venne riposto nella chiesa del convento di Colfano dove si trova ancora oggi.
Nel 1843 con decreto di papa Gregorio XVI fu confermato il culto pubblico ed ecclesiastico del beato Francesco da Caldarola, Sacerdote professo dell'Ordine dei minori di San Francesco dell'Osservanza.